# 北京金融街丽思卡尔顿酒店

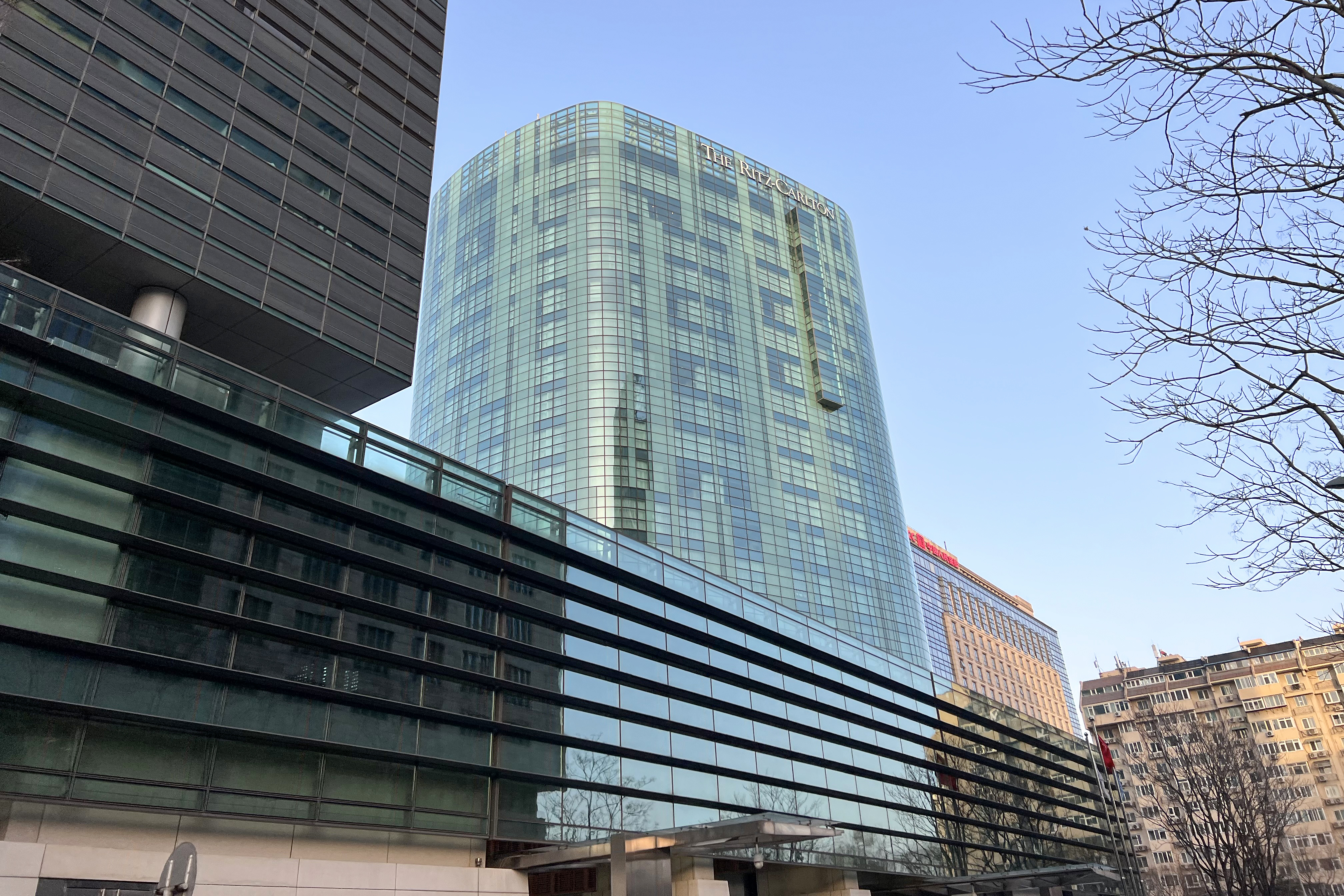
金融街丽思卡尔顿酒店

北京金融街丽思卡尔顿酒店，位于北京市西城区金城坊东街1号，是北京金融街区域内的奢華酒店。

## 简介
北京金融街里兹置业有限公司北京金融街丽思卡尔顿酒店于2006年9月20日成立，是五星级酒店。这是丽思卡尔顿酒店集团旗下又一五星级酒店，也是其在中国开设的第三家酒店（另两家在上海和香港）。
2016年7月，中华人民共和国国家发展和改革委员会披露消息称，已查实上海新世界淮海物业发展有限公司、沈阳恒隆地产有限公司、北京新捷房地产开发有限公司、中国国际贸易中心股份有限公司、北京新云南皇冠假日酒店、北京金融街丽思卡尔顿酒店6家企业以“营改增”为借口，捏造涨价信息、哄抬价格，已于近日责成北京市、上海市、辽宁省的价格主管部门依法作出行政处罚，对6家企业各罚款200万元。
2017年3月，沙特阿拉伯国王萨勒曼访华，陪同来访的大批沙特阿拉伯王室成员及官员入住该酒店。
2018年1月6日，北京市卫生和计划生育监督所发布的2017年12月《北京卫生监督行政处罚公示》称，北京金融街丽思卡尔顿酒店因为违反《公共场所卫生管理条例》第十四条第一款第（一）项相关规定而被警告。